# Philautus similipalensis
Philautus similipalensis és una espècie de granota que es troba a l'Índia.